# Abbatiale Saint-Pierre-Saint-Paul de Beaulieu-lès-Loches
Pour les articles homonymes, voir Abbatiale Saint-Pierre-Saint-Paul.
L'abbatiale Saint-Pierre-Saint-Paul est une église catholique paroissiale située à Beaulieu-lès-Loches, dans le département d'Indre-et-Loire, en France. C'est l'ancienne église abbatiale de l'abbaye de la Trinité.

## Historique
L'abbaye a été fondée par Foulque Nerra, comte d'Anjou à son retour d'un pèlerinage en Terre sainte fait pour expier ses crimes, vers 1003/1004. Deux chartes - notées A et B - ont été étudiées par Louis Halphen, Olivier Guillot et John Ottaway. La fondation de l'abbaye de la Trinité devrait dater de 1007 d'après l'étude de la charte A faite par John Ottaway, en 1986. L'évêque de Tours Hugues Ier de Châteaudun ayant refusé de consacrer l'abbatiale, c'est le légat Pierre, évêque de Piperno, qui a consacré l'église à la demande du pape Jean XVIII. Deux dates de consécration ont été discutées : l'année 1007 ou l'année 1012. Gérard Fleury a proposé la date de 1007. L'église est alors à nef unique de 14 m de largeur. Un violet ouragan a fait s'effondrer la charpente de l'église d'après Raoul Glaber. Gérard Fleury, suivant la proposition d'Éliane Vergnolle, admet que la nef de l'abbatiale construite par Foulque Nerra n'existe plus,,. L'église aurait alors été reconstruite en la dotant de voûtes de pierre ce qui a nécessité de diviser la nef en trois vaisseaux parallèles de dix travées portées par des piliers carrés, flanqués sur chaque côté d'une demi-colonne engagée.
L'abbaye qui était consacrée à la Sainte Trinité. Foulque Nerra ayant ramené des reliques du Saint-Sépulcre de son pèlerinage, le saint Sépulcre était son second patron et se fêtait le 15 juillet. Foulque Nerra a fait don du bourg de Beaulieu avec tous les droits de justice et le droit de battre monnaie à l'abbaye. Ce droit de battre monnaie a été exercé par l'abbaye jusqu'au règne de Philippe le Bel.
Ce qui subsiste de l'église romane a été construit par le fils de Foulque Nerra, Geoffroy Martel, au milieu su XIe siècle, pour abriter le tombeau de son père, mort en 1040. Cette seconde église, qui était une des plus grandes du XIe siècle subsistant en France, a été probablement consacrée en 1052. La dation précise de la construction de l'édifice actuel fait encore l'objet de débat, en grande partie à cause de l'hétérogénité de ses maçonneries, qui semblent indiquer des hésitations et des repentirs. Les modifications commencent peu après son achèvement, ce qui rend la datation de son architecture complexe. Ainsi les murs de la nef initialement prévus pour supporter une charpente, furent rapidement modifiés pour accueillir des voûtes maçonnées.
Sa largeur (14m dans la nef) et l'emploi de pierre de taille indiquent une construction prestigieuse et un patronage important.
Un clocher de 61 m de hauteur a été construit contre la mur nord de la nef, dans l'alignement de la façade ouest. Les études d'éléments de charpentes faites à l'occasion de la restauration du clocher ont montré que les poutres proviennent d'arbres abattus entre 1163 et 1164. Le clocher de Beaulieu aurait donc été construit pendant la décennie 1160-1170.
L'église est pillée par les armées anglaises au cours de la guerre de Cent Ans, en 1359. Dans un acte du 6 mai 1366 les religieux réclamant au sujet du marché rappellent que l'abbaye et la ville ont été incendiées « excepté l'église, tant seulement laquelle ils avaient empierrée, fortifiée et diligemment gardée ». L'église est incendiée et détruite en 1412 pendant le siège de Loches par l'armée du duc de Clarence et l'abbé André Bernard emmené captif en Angleterre. Jean Bernard lui a succédé en 1427 avant de devenir archevêque de Tours en 1441. Cet abbé a obtenu du pape Eugène IV des lettres confirmant les privilèges de l'abbaye de Beaulieu.

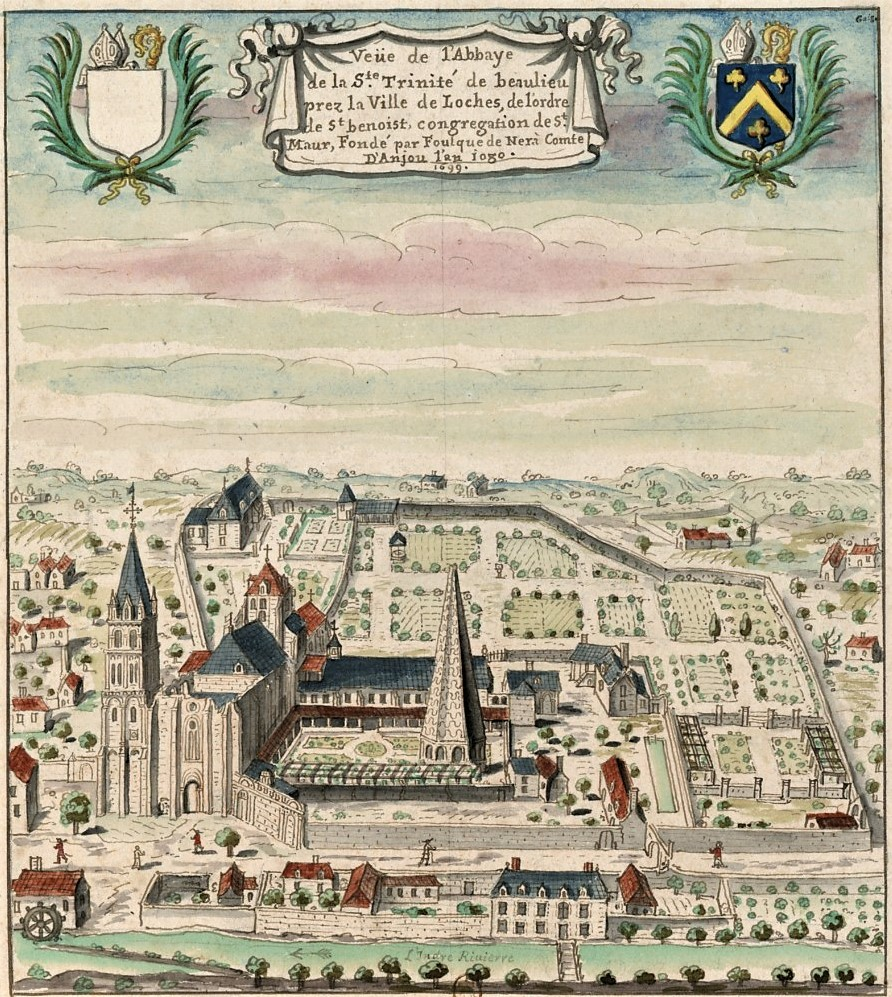
Veüe de l'abbaye de la S.te Trinité de beaulieu prez la Ville de Loches, de l'ordre de St Benoist, congregation de St Maur,Fondé par Foulque de Néra
Louis Boudan, dessinateur, 1699
Collection Gaignières

L'église abbatiale a été partiellement reconstruite sous l'abbatiat de Guillaume III Moreau de Beauregard (1442-1458), puis de l'abbé Hugues III de Fumée (1485-1494) et de son neveu et successeur Hardouin de Fumée (1494-1521). Seules quatre travées de la nef ont été reconstruites. La tour-lanterne barlongue de la croisée du transept renversée par un ouragan en 1451 est reconstruite à partir de 1452, aux frais de Jean de Cignory, curé de Saint-André de Beaulieu d'après le livre rédigé par dom Galland en 1741, cité par J. Hardion.
Louis XI a concédé plusieurs droits à l'abbaye de Beaulieu en 1463. L'abbé de Beaulieu obtient en 1480 le titre de seigneur baron de la ville avec basse, moyenne et haute justice.
Aux débuts des guerres de religion, une bande de protestants chassée d'Orléans par le maréchal de Saint-André, le 9 juillet 1562, est venu pillée la ville et l'abbaye de Beaulieu. Seules les reliques ont été sauvées du pillage.
Le toit de l'église abbatiale est emporté deux fois par des ouragans. Le procès-verbal du second ouragan mentionne que le jeudi 9 juillet 1598, à onze heures du matin, s'est élevé un ouragan qui a fait de nombreux dommages, renversant le faix de la nef sur une longueur de 16 toises et la charpente du chœur mais laissant intact les murs.
Louis Voyer d'Argenson, abbé de Beaulieu, a introduit à l'abbaye la réforme de Saint-Maur en 1662. En 1679, les biens de l'abbaye sont partagés. En mars 1743, le clocher du Saint-Sépulcre qui menaçait ruine est abattu.
Il ne reste plus que 5 moines en 1789. Le mur sud de la nef située à l'ouest de la façade reconstruite au début du XVIe siècle est abattue pour agrandir l'actuelle place de la mairie ainsi que la pyramide du toit de la fontaine du cloître. Après la Révolution, l'église est devenue paroissiale sous la dédicace à Saint-Pierre-Saint-Paul.
L'église abbatiale Saint-Pierre-Saint-Paul a été classée par liste au titre de monuments historiques en 1862.
La façade actuelle de la nef n'a été construite qu'en 1902-1905 en remplacement de la façade qui est représentée sur le dessin de Gaignières, à l'occasion de l'ajout d'une travée supplémentaire à la nef.
Le clocher qui menaçait ruine a été restauré depuis septembre 2016, jusqu'en avril 2018, sous la direction de l'architecte en chef des monuments historiques Arnaud de Saint-Jouan. La restauration a commencé par la dépose de 5 000 blocs de pierres de la flèche. Une partie des pierres d'origine a été réutilisée. Les cloches ont pu de nouveau sonner le 1er avril 2018.